# Hans Jakob (Fußballspieler, 1893)
Hans Jakob (* 8. Oktober 1893 in Fürth; † 19. Mai 1915) war ein deutscher Fußballspieler.

## Leben
Vom FC Pfeil Nürnberg zur SpVgg Fürth gelangt, bestritt er für diese als Stürmer in den vom Verband Süddeutscher Fußball-Vereine, ab 1914 – mit erfolgter Namensänderung – in den vom Süddeutschen Fußball-Verband ausgetragenen Meisterschaften, Punktspiele.
Seine erste Saison, in der er in acht Punktspielen vier Tore erzielte, war gekrönt von zwei regionalen Meisterschaften und der Deutschen Meisterschaft. Letztere gewann er mit seinem einzigen Endrundenspiel.
Am 31. Mai 1914 stand er mit seiner Mannschaft dem Titelverteidiger aus Leipzig gegenüber. Rund 6.000 Zuschauer hatten sich rund um den Viktoria-Sportplatz in Magdeburg eingefunden, um dem Spiel beizuwohnen. Karl Franz erzielte nach 17 Minuten die 1:0-Führung, die erst durch Eduard Pendorf in der 83. Minute ausgeglichen werden konnte. In der Verlängerung gelang Frigyes Weicz die abermalige Führung in der 103. Minute, die jedoch nur vier Minuten Bestand hatte, da Curt Hesse zum Ausgleich traf. Erneut war es Franz vorbehalten, auf Weicz’ Vorlage den Siegtreffer zum 3:2 in der 153. Minute zu erzielen; sieben Minuten später pfiff Schiedsrichter Curt von Paquet die Partie ab – die SpVgg Fürth war erstmals Deutscher Meister.
In der als Rot-Kreuz-Runde während des ersten Kriegsjahres ausgetragenen Saison 1914/15 bestritt er zwei Spiele, in denen ihm ebenso mehrere Tore gelangen.
Mit Beginn des Ersten Weltkriegs verliert sich seine Spur; lediglich sein Sterbedatum ist dokumentiert.

## Erfolge
- Deutscher Meister 1914
- Süddeutscher Meister 1914
- Ostkreismeister 1914